# Acanthinus veracruzensis
Acanthinus veracruzensis es una especie de coleóptero de la familia Anthicidae.

## Distribución geográfica
Habita en Veracruz (México).